# タプシガルギン
タプシガルギン（thapsigargin、サプシガルジン）は、SERCA（sarcoplasmic/endoplasmic reticulum Ca2+ ATPase）の略称で知られている一群の酵素の非競合阻害剤のひとつである。
構造的には、タプシガルギンはセスキテルペンラクトンに分類され、植物Thapsia garganicaから抽出される。タプシガルギンはほ乳類細胞における発がん促進物質である。抗マラリア薬アルテミシニンもセスキテルペンラクトンであることから、この薬物群が熱帯熱マラリア原虫（Plasmodium falciparum）といったマラリア原虫のSERCAを阻害することによって働いているという仮説が提唱されており、確認が待たれている。
タプシガルギンは、筋小胞体および小胞体へカルシウムを送り込む細胞の能力を妨げることによって細胞質基質カルシウム濃度を上昇させ、カルシウムの蓄えの枯渇を引き起こす。この蓄えの枯渇は、二次的に細胞膜カルシウムチャネルを活性化し、細胞質基質へのカルシウムの流入が起こる。
タプシガルギンは、オートファゴソームとリソソームの融合（オートファジー過程の最終段階）をはっきりと阻害する。オートファジー過程の阻害は、今度は小胞体ストレスを誘導し、最終的には細胞死が導かれる。
タプシガルギンは細胞質カルシウム濃度上昇の影響を調べる実験で有用である。

## 推薦文献
- Duncan G, Wormstone IM, Liu CS, Marcantonio JM, Davies PD (September 1997). “Thapsigargin-coated intraocular lenses inhibit human lens cell growth”. Nat. Med. 3 (9):  1026–8. doi:10.1038/nm0997-1026. PMID 9288732.
- Ibaraki N (September 1997). “A brighter future for cataract surgery”. Nat. Med. 3 (9):  958–60. doi:10.1038/nm0997-958. PMID 9288718.